# 遠心分離

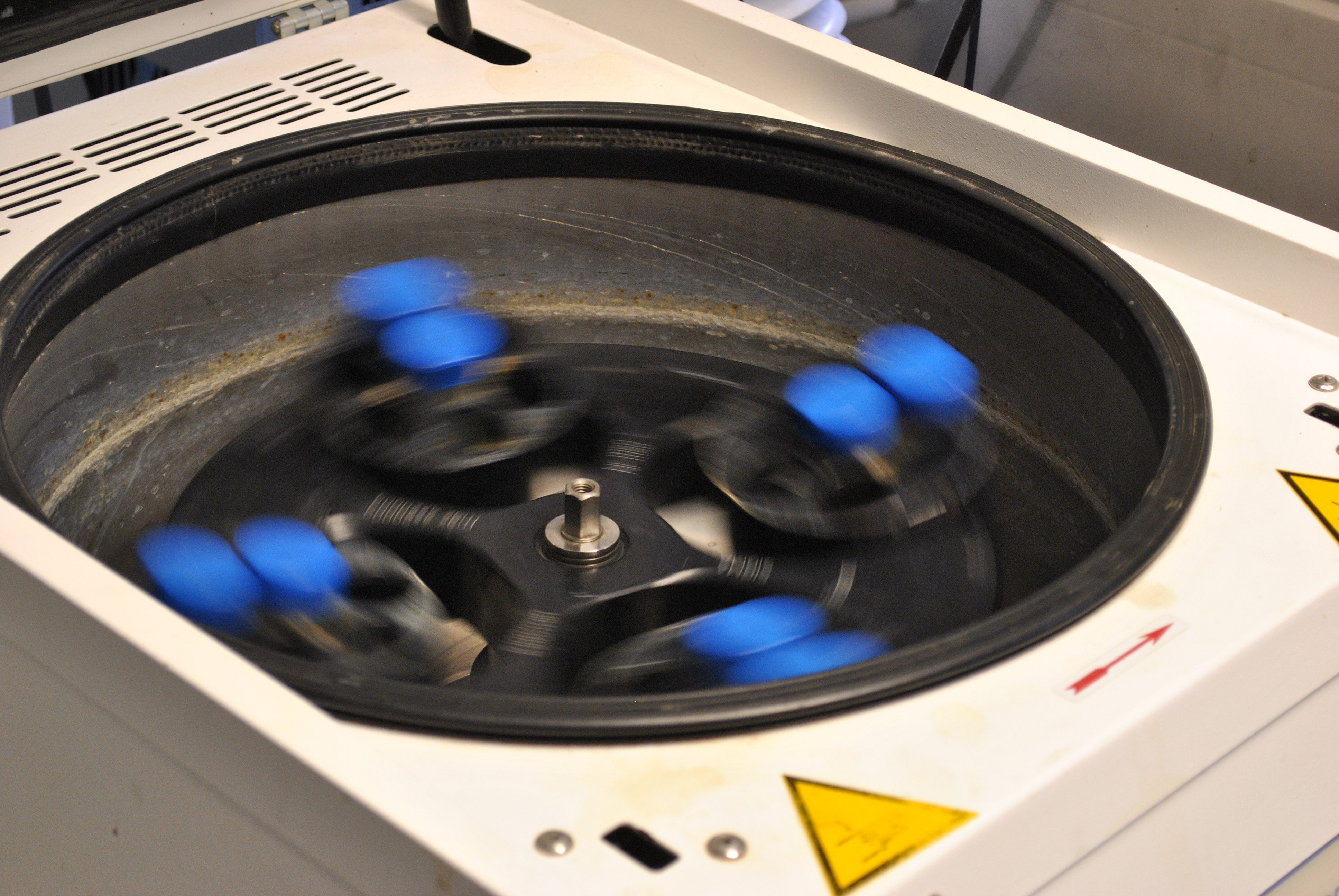
作動中の卓上型遠心機。装置の穴に脱着可能な沈殿管をセットする。

遠心分離（えんしんぶんり、英: centrifugation）とは、ある試料に対して強大な遠心力をかけることにより、その試料を構成する成分（分散質）を分離または分画する方法である。
懸濁液や乳液などは、濾過や抽出操作では分離することが困難であるが、遠心分離では通常なら分離困難な試料に対しても有効にはたらく場合が多い。その原理は、高速回転により試料に強大な加速度を加えると、密度差がわずかであっても遠心力が各分散質を異なる相に分離するように働くためである。遠心分離に使用する機械を遠心機という。
19世紀から開発され、現代的なものはテオドール・スヴェドベリにより1920-1930年にかけて開発された。

## 密度勾配遠心法
生化学では、塩化セシウムなど式量の大きい塩の溶液を試料と混合して超遠心機（後述）にかけることによって、試料の粒子をその重さにしたがって分離する密度勾配遠心法（みつどこうばいえんしんほう）が利用される。これは、溶液に長時間にわたり超遠心を施すことにより生じる密度勾配を利用し、試料中の粒子がその重さに応じて層を成して分離する現象を利用して、高分子の分離や平均分子量を推測する手法である。また、血球細胞の分離の際にもショ糖溶液などを用いて行われる。その際には細胞が損傷を受けないように超遠心機ではなく、通常の遠心機によって分離される。

## 遠心機の構造
遠心分離に使用される装置を遠心機（えんしんき、centrifuge）と呼び、筐体とその内部の回転子とで構成される。手回し式のギアで回転させるものから、電動モーターで高速回転させるものまで存在する。
遠心機の能力は発生する遠心力をG（重力加速度）で計測した値で示され、数千Gまでかけられるものを遠心機、数万G以上をかけられるものを超遠心機 (ultracentrifuge) と呼んで区別される。
回転子は用途によって様々な形状のものが存在する。試料容器は沈殿管（ちんでんかん）と呼ばれるが、試験管、スピッツ管、ディープウエルプレート、マイクロチューブなどの様々な形状の容器があり、アダプターの交換でそれらの容器に対応できるようになっているものが多い。
回転速度によって遠心力の働く方向が変化するため、管の向きが常に遠心力に対して鉛直に保たれるように、アダプターが振り子式の支点で回転子に保持されているものが多いが、管の角度が常に一定になっているものもある。
回転子の重量配分に偏りがある状態で高速回転させると大きな振動が発生し、最悪の場合には遠心機が破壊される恐れもあるので、サンプルは重量配分に偏りが無いようにセットされなければならない。
超遠心機では、様々な部位の摩擦による発熱が無視できないため、生化学用の超遠心機にはサンプルを冷却する仕組みが備えられたものもあり、これは冷却遠心機と呼ばれる。場合によっては回転子の周囲を減圧することで、空気の断熱圧縮による発熱を減らす冷却遠心機も存在する。

## 用途
遠心機は、石油、製薬、化学、食品、石炭、水処理など、様々な分野で利用されてきました。また、臨床医学、生化学、免疫学の分野でも重要な役割を果たしています。

## 遠心機の種類
工業用遠心機
工業用では砂糖の精製や、乳脂肪分を分離するために遠心機が利用されている。また化学工業用には結晶とろ液を分離する為の布張りの遠心機が利用されることもある。
ガス遠心分離装置
六フッ化ウランガスを超遠心機にかけると、原子量の違いにより同位体濃度に勾配が発生する。遠心機の原理で同位体を分離する装置をガス遠心分離装置と呼ぶ。ガス遠心分離装置は天然ウランから濃縮ウランを製造するウラン濃縮工場でも使用されており、核兵器の製造にも使用できることから、核拡散防止のために輸出入が制限されることがある。
超遠心機の発生する数十万Gであっても、同位体の濃度勾配は極めてわずかであるため、高濃度側と低濃度側のガスをそれぞれ別の遠心分離装置に導き、多段階で分離を行う。段数を多くすることで、同位体を高度に濃縮することができる。
遠心エバポレーター
遠心機を減圧すると、遠心力が溶液の突沸を押さえ込むため、試験管やディープウエルプレートなど微少量の溶液サンプルを小容量の容器のまま蒸発・乾固させることができる。このような目的で設計された遠心機を遠心エバポレーターと呼ぶ。
回転子の構造は超遠心機と同様であるが、筐体が減圧可能になっており、サンプル容器を赤外線輻射や温風の注入などで加温できるようになっている。

## 理論
遠心分離中の分散質の移動速度v は、次で表される。
{\displaystyle v={\frac {\Delta \rho V\alpha }{m\beta }}}
ここでΔρは分散質と分散媒の密度差、V は分散質の体積、αは加速度、m は分散質の質量、βは単位質量あたりの摩擦係数である。このことから、遠心分離の効果を表す指標として、次のスヴェドベリのS 値、または沈降係数が定義される。
{\displaystyle S:={\frac {v}{\alpha }}={\frac {\Delta \rho V}{m\beta }}={\frac {m}{6\pi a\mu }}{\frac {\Delta \rho }{\rho }}}
ただしストークスの式を用いており、a は分散質（粒子）の半径である。
このS は時間の次元をもち、10-13 秒に等しいと定義されるスヴェドベリ(S)を単位として表される。